# 埃斯特雷马杜拉共产党
埃斯特雷马杜拉共产党是西班牙共产党在埃斯特雷马杜拉自治区的分支。该党于1986年11月13日在西班牙内政部注册。它的意识形态是共产主义、马克思主义。它的政治立场是左翼。